# Johannes Hjelmslev
Johannes Trolle Hjelmslev, geboren als Johannes Petersen, (* 7. April 1873 in Hørning; † 16. Februar 1950 in Kopenhagen) war ein dänischer Mathematiker, der sich mit Geometrie beschäftigte.
Er veröffentlichte zunächst unter seinem Geburtsnamen J. Petersen und nannte sich erst später Hjelmslev.

## Leben und Werk
Hjelmslev studierte in Kopenhagen, wo er 1894 seinen Abschluss machte und 1897 promoviert wurde. Ab 1903 war er Privatdozent und ab 1905 Professor für Darstellende Geometrie an der Technischen Hochschule (Polyteknisk Laereanstalt) Kopenhagen und ab 1917 Professor an der Universität Kopenhagen, wo er im akademischen Jahr 1928/29 als Rektor amtierte.
Hjelmslev führte neue geometrische Konstruktionsprobleme ein (geschildert in seinem Buch „Geometrische Experimente“) und beschäftigte sich mit den speziellen Geometrien, die sich aus Lockerungen der Axiome der euklidischen Geometrie ergeben.
Er gilt als Begründer der Spiegelungsgeometrie: 1907 entwickelte er die ebene absolute Geometrie aus Spiegelungsaxiomen. Das ist später von Friedrich Bachmann und anderen aufgegriffen und weiterentwickelt worden. Max Dehn nannte 1926 diese axiomatische Begründung der absoluten Geometrie durch Hjelmslev den höchsten Punkt, den die moderne Mathematik über Euklid hinausgehend in der Begründung der Elementargeometrie erreicht hat.
In Arbeiten ab 1929 entwickelte er eine allgemeine Kongruenzlehre, in der er weitere Axiome wie die der Anordnung und der Inzidenz lockerte. Ein Motiv war, dass er damit der anschaulichen „Unschärfe“ von Punkten Rechnung tragen wollte. Er wurde damit neben Dan Barbilian einer der Begründer der Ringgeometrie (Geometrie über Ringen), in Hjelmslevs Fall unter Verwendung des Rings dualer Zahlen.
Mit der nach ihm benannten Hjelmslev-Transformation kann die hyperbolische Ebene in einen Kreis abgebildet werden. Nach ihm sind auch Hjelmslev-Gruppen und -Ebenen benannt (in denen mehr als eine Gerade durch zwei Punkte gehen kann).
In der Geschichte der Mathematik erforschte er Georg Mohr (1640–1697), den Autor des „Euclides Danicus“ (Amsterdam 1672), und gab ihn 1928 neu heraus.
Er ist der Vater des Linguisten Louis Hjelmslev (1899–1965), Professor in Kopenhagen.

## Schriften
- Darstellende Geometrie, Teubner 1914
- Grundlagen der projektiven Geometrie, 1929 (dänisch)
- Die natürliche Geometrie- vier Vorträge, Hamburger Mathematische Einzelschriften 1923
- Geometrische Experimente, Teubner 1915
- Beiträge zur Lebensbeschreibung von Georg Mohr, Det Kongelige Danske Videnskabernes Selskab, Math.-Fys. Meddelelser, Bd. 11, 1931, Nr. 4
- Eudoxus's Axiom und Archimedes's Lemma, Centaurus, Band 1, 1950, S. 2–11